# August Sternberg (Bankier)
August Sternberg, auch Baron Léon Maurice Emilio Sternberg de Armella genannt (* 28. Mai 1852 in Frankfurt; † Oktober 1932 in Vaduz), war ein deutscher Bankier, Finanzier und Börsenmakler.

## Leben
August Sternberg entstammte einer jüdischen Familie. Er war mit Yvonne, geb. Baronin Dupérier (* 1889), einer Tochter eines Oberst vermählt. Ihr gemeinsamer Sohn war der spätere französische Soldat und Politiker Bernard Dupérier.
1872 wurde er in Frankfurt Direktor der Deutschen Creditbank Später ging er nach Berlin und gründete dort das Bankgeschäft Sternberg & Co.
Als Anfang Februar 1881 die Augsburger Trambahn gegründet wurde, war er Gründungsmitglied und die Vereinsbank wurde später die Zahlstelle der Aktiengesellschaft. Sternberg wurde Vorsitzender des Verwaltungsrates. Im April 1881 gründete er aus Sternberg & Co die Berliner Vereinsbank. Als Gründungskapital wurden 30 Millionen Mark angesetzt, aber nur 6 Millionen Mark ausgegeben. 1885 war er Aufsichtsrat der Vereinigten Karlsruher, Mühlburger und Durlacher Pferde- und Dampfbahn-Gesellschaft. Er gründete auch die Ölheimer Petroleum Industrie (Adolf Mohr) mit Sitz in Berlin. Nachdem am 21. Juli 1881 Adolf Mohr in Ölheim eine Petroleumquelle erschlossen hatte, erreichte Sternberg am 5. August 1881 die Errichtung für die Ausbeutung der Quelle einen eigenen Firma, wobei die Finanzierung von 5 Millionen Mark in Aktien durch die Vereinsbank zur Verfügung gestellt wurde und die Aktien mit einem hohen Gründeraufschlag ausgegeben wurden. Es kam zu einem Prozess der Aktionäre gegen Sternberg, welcher mit einem Vergleich beendet wurde, aber das Ende der Firma Mitte 1887 bedeutete. Ebenfalls hatte er den Hessisch-Rheinischen Bergbau-Verein gegründet, für welchen er 1880, noch unter Sternberg & Co, Aktien ausgegeben hatte und wo er Präsident des Aufsichtsrates war. Im Herbst 1886 trat er aus der Vereinsbank aus und konzentrierte sich auf den Ankauf von Aktien. Dadurch konnte er im Frühjahr 1887 sich bei der Weimarischen Bank einkaufen und ein Jahr später bei der Geraer Bank. Bei beiden Banken erhöhte er das Aktienkapital und besetzte bedeutende Positionen in den Banken. 1890 war er im Aufsichtsrat der Geraer Bank, des Braunkohlen-Bergwerks Marie bei Atzendorf und Direktor der Weimarischen Bank und des Westfälischen Gruben-Vereins zu Zeche Hansa bei Dortmund. Er hatte auch die Berliner Neuesten Nachrichten gegründet und 1890 verkauft. Am 29. September 1890 wurde die Vereinsbank aufgelöst.
Aufgrund seiner Herkunft und seiner Aktivitäten war er mehrfach Zentrum von Schmähkritik. So schrieb Das bayerische Vaterland 1883 u. a. vom „Bankjuden“ und „Berliner „Vereinsbank“-Oberjude“. Im gleichen Jahr warnte der Donaukurier vor den Geschäften des „Berliner Juden“, die es vermeintlich besonders auf das „katholische Publikum“ abgesehen hätten. Diese wurden neben anderen Anschuldigungen auch Inhalt juristischer Auseinandersetzung, die Sternberg anstrebte. Im Herbst 1888 hatte er öffentlich vier Prozesse u. a. wegen Verdächtigungen und Beleidigungen angekündigt, aber nur einer davon wurde im September 1889 eingereicht. Der Redakteur der Frankfurter Zeitung Ludwig Cohnstaedt wurde wegen der Worte „Ölheimschwindel“ und „schlimme Emissionen“ verklagt. Während des Prozesses wurde der Antrag auf Zusammenlegung der Weimarischen Bank, er war dort noch alleiniger Direktor, und der Vereinsbank publik. Sternberg hatte von der Vereinsbank 4 Millionen Mark für seine Vereinsbank-Aktien erhalten und damit den eigentlichen Wert der Vereinsbank auf 2 Millionen Mark reduziert. Die Klage wurde in zweiter Instanz weitergeführt und der beklagte Redakteur lehnte zwar die Einstellung ab, aber die Klage wurde letztendlich doch zurückgezogen. 1892 kam es zu einem neuen Prozess wegen Zeitungsveröffentlichungen, welcher feststellte, dass die Wortwahl zwar scharf, aber nicht unsachlich war. Er verklagte auch den Schriftsteller Erwin Bauer, welcher nach Sternbergs Meinung ihn in einem Beitrag so charakterisiert habe, dass es seine Ehre verletzen würde.
1893 floh er ins Ausland und konnte von hier 1894 die Auflösung der Weimarischen Bank erreichen. Im Frühjahr wurde er wegen Verfehlungen wider das Aktienrecht angeklagt und im Oktober 1897 wurde eine Strafe von drei Jahren Gefängnis, einer Geldstrafe und Ehrverlust beantragt. Aufgrund von Verjährungen kam es aber zu einem Freispruch.
Sein Vermögen wurde 1897 in einem Prozess wegen Verletzung des Aktiengesetzes auf 18 Millionen Mark geschätzt, nach anderen Schätzungen auch auf 20–25 Millionen.
Große, deutschlandweite Aufmerksamkeit erregte die gegen ihn 1900 angestrengten zwei Prozesse, in denen ihm Sittlichkeitsverbrechen an Minderjährigen vorgeworfen wurden. Er war am 26. Januar 1900 im Vorfeld des Prozesses verhaftet worden. Im ersten Prozess wurde er am 12. April 1900 zu zwei Jahren Gefängnis und im zweiten Prozess am 21. Dezember 1900 zusätzlich wegen Bestechung zu zweieinhalb Jahren Zuchthaus verurteilt. Auch die durch das Gerichtsverfahren zu Tage getretenen Korruptionsfälle erregten das Interesse der Öffentlichkeit.
Später verließ Sternberg Deutschland und führte seine Geschäfte dort fort. Er ließ sich in der Schweiz nieder.
Er investierte in polnischen Bergwerken, u. a. über die von ihm gegründeten Aktiengesellschaft Gott-mit-uns im Bergbaugebiet um Kopalnia Węgla Kamiennego Bolesław Śmiały. Unter die Aktiengesellschaft, über die Weimarische Bank finanziert, wurden die Gruben Bonaparte I, Bonaparte Zumutung, Versöhnung, Valeska und Gotthilf I zusammengefasst.
1922/23 verkaufte er sein Eigentum an dem polnischen Bergwerk Valeska an einen rumänischen Kaufmann. Der Käufer verklagte Sternberg wegen arglistiger Täuschung. 1926 wurde der Fall aber eingestellt. Die Presse berichtete, dass es sich bei den Anschuldigungen um böswillige Unterstellungen handelte. Es folgt 1927 durch den Käufer eine weitere Klage gegen Sternberg, nun beim Landgericht Berlin II. Auch die folgende Instanz am Kammergericht weist die Klage am 8. Juli 1929 zurück. Es folgt noch eine zivilrechtliche Auseinandersetzung, welche aber mit einer Einstellung des Ermittlungsverfahrens gegen Sternberg und am 23. November 1931 mit einer Zurückweisung der am Kammergericht erhobenen Beschwerde gegen die Einstellung endet. Während das Ermittlungsverfahren noch lief, nahm der Kläger Kontakt zum Senatspräsident des Preußischen Oberverwaltungsgerichts, Walter Grützner, auf. Dieser strengt am 9. September 1931 ein Verfahren gegen den jüdischen Kammergerichtsrat Richard Fränkel an, welcher in den vorangegangenen Verfahren dem urteilenden Kammergericht angehörte und u. a. als Berichterstatter auftrat. Bis zur Einstellung des Verfahrens 1933 folgen weitere Vorwürfe Grützners in Richtung Fränkel. Alle Vorwürfe waren aber haltlos.
Aufgrund der Klage wurde er in Basel verhaftet und aus der Schweiz nach Spanien ausgewiesen. Er kam nach Mailand und wurde spanischer Staatsbürger. Anfang Juni 1926 stellt er einen Einbürgerungsantrag für das Fürstentum Liechtenstein, wobei er im Schreiben auf die Klage 1922 und die darin haltlosen Anschuldigungen verwies. Seine Familie wurde anschließend in Triesenberg eingebürgert.
In Vaduz kaufte er die Villa Blanka. 1932 verstarb er in Vaduz.